# Woensel
Woensel vormt het noordelijke deel van de gemeente Eindhoven, in de Kempen van de Nederlandse provincie Noord-Brabant. Woensel ligt tussen de spoorlijn naar 's-Hertogenbosch en Tilburg en de rivier de Dommel. Het is grotendeels volgebouwd en verdeeld in twee stadsdelen, Woensel-Noord en Woensel-Zuid. Op 1 januari 2023 telde de stadsdelen tezamen 106.955 inwoners, verdeeld over 49.926 woningen, op een oppervlakte van 26,88 km².
De probleemwijk Woensel-West is een onderdeel van Woensel-Zuid. De naam Woensel-West wordt officieel niet gebruikt, sinds 1986 heet deze wijk Groenewoud.
De gemeente Woensel, die naast het uitgestrekte Woensel zelf ook kleinere nederzettingen zoals Vlokhoven en Acht omvatte, werd in 1821 samengevoegd met Eckart tot de gemeente Woensel en Eckart, waarvan de naam in 1896 weer teruggebracht werd tot Woensel, en die in 1920 opging in de gemeente Eindhoven.

## Etymologie
De oudste verwijzingen naar Woensel die we kennen zijn uit de 12e eeuw: in 1107 komt het voor als 'Gunsela', in 1172 als 'Wonsele'. De uitgang -sel of -sele komt veel voor in plaatsnamen, bijvoorbeeld ook in de naburige Acht Zaligheden; die kan afkomstig zijn van het Germaanse woord 'sela', huis met een kamer, waar ook ons 'zaal' van is afgeleid. Het eerste deel is dan vaak een persoonsnaam; Jan de Vries zegt 'Wodo', terwijl Jacob Grimm in zijn Duitse Mythologie (1835) denkt dat de god Wodan wordt bedoeld.
Een alternatief, genoemd in Buddingh (1811), is om in '-le' het woord loo (bos) te herkennen; dan zou de naam kunnen betekenen: Wodo's of Wodans bos.

## Geschiedenis

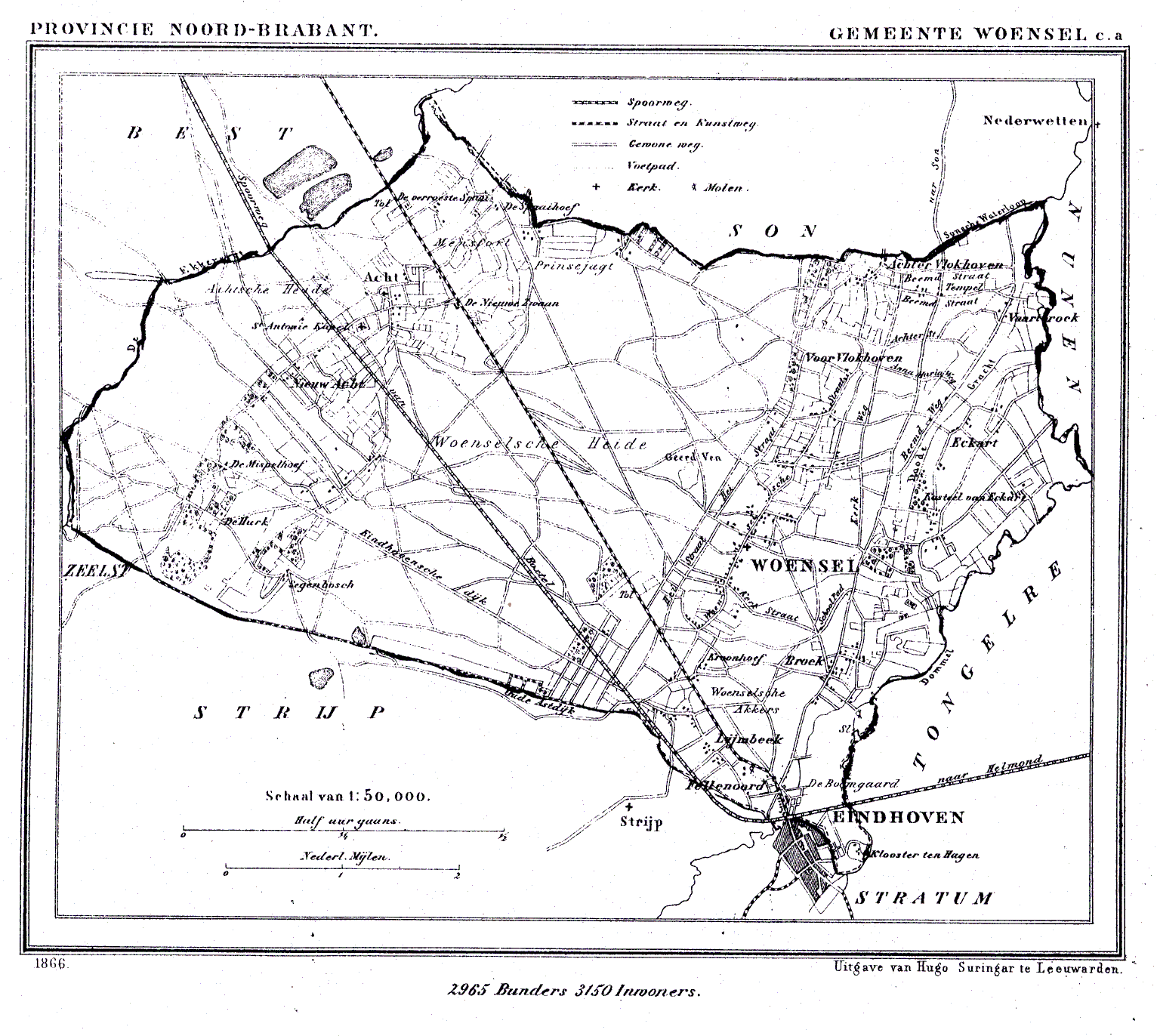
De gemeente Woensel en Eckart in 1866

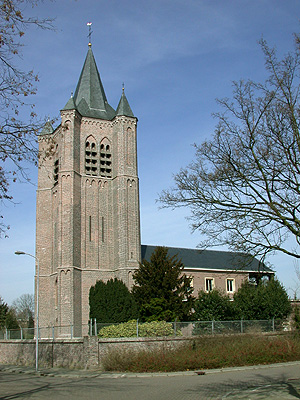
Woensel: Oude toren

Archeologische onderzoekingen bij de Oude Toren te Woensel tonen aan dat er in de vroege middeleeuwen (550-900) al sprake was van een nederzetting.
Woensel werd als eerste vermeld in 1107 in een bevestiging van Paus Paschalis II aan de Sint-Trudoabdij van Sint-Truiden dat deze abdij rechten heeft in Woensel, ook met betrekking tot de kerk.
Woensel was een der oudste en vanuit kerkelijk oogpunt belangrijkste plaatsen in de omgeving. Als zodanig vormde het een dekenaat.
Gedurende de 14e en de 15e eeuw is deze kerk vervangen door een bakstenen gebouw, de Sint-Petruskerk, waarvan de zeer rijzige torenspits in 1800 in het schip van de kerk is gewaaid. De kerk werd tussen 1815 en 1817 gesloopt, maar de toren is als Oude Toren tot op heden blijven bestaan. In 1876 werd een nieuwe kerk ingewijd: de Sint-Petruskerk aan de Kloosterdreef. Het gebied rond de Oude Toren bleef in gebruik als begraafplaats. In 1954 werd een aula tegen de toren aan gebouwd en archeologisch onderzoek verricht. In 2003 werd opnieuw een archeologisch onderzoek verricht vanwege verzakkingen. Deze kwamen voort uit een dikke laag menselijke skeletten waarvan de oudste uit de 11e eeuw stamden. Hier werden ook boomstamgraven aangetroffen, waaronder dat van de 'Reus van Woensel', een 195 cm lange man, voor die tijd uitzonderlijk.
De bouw van de nieuwe Sint-Petruskerk leidde tot een verschuiving van de plaats van het Woenselse centrum. Tegenover de kerk werd het raadhuis gebouwd en in 1903 werd de Woenselse Markt aangelegd, een driehoekig plein. In 1904 werd begonnen met een ingrijpend uitbreidingsplan, wat aanleiding gaf tot de wijken in de omgeving van wat nu Oud-Woensel heet.
Op 1 januari 1920 werd Woensel deel van de gemeente Eindhoven. Na de annexatie door Eindhoven in 1920 zette de verstedelijking zich voort. In 1942 werd Fellenoord gebombardeerd, het dicht gebouwde gebied tussen Woensel en Eindhoven. Nadien is door dit gebied een hoogspoor en een brede autoweg aangelegd, waardoor beide stadsdelen door een brede strook van elkaar gescheiden werden. De tweede helft van de twintigste eeuw bracht een verdere stroomversnelling, waarbij van de oorspronkelijke landelijke infrastructuur vrijwel niets overbleef, en ook veel oude straten grotendeels of helemaal verdwenen. Zo werd de oude Broekseweg met omgeving helemaal gesloopt om plaats te maken voor moderne ontsluitingswegen (Montgomerylaan, Kennedylaan) en nieuwbouwwijken. Van oude verbindingswegen zoals de Woenselsestraat naar Vlokhoven en verder naar Son en de Eckartseweg zijn alleen restanten terug te vinden tussen de nieuwbouwwijken.
De buurtschap Vlokhoven, voor het eerst vermeld in 1302, bezat een windkorenmolen. Deze is na de Tweede Wereldoorlog eveneens gesloopt. Een klein deel van de vroegere infrastructuur is in Vlokhoven bewaard gebleven.
In Woensel zijn nog twee schuttersgilden actief, het Sint Catharinagilde Woensel en het sint Jorisgilde Vlokhoven, dat voor 1920 bij de toenmalige gemeente Woensel hoorde.

### Woenselse Watermolen
De Woenselse of Schimmeltse watermolen op de Dommel, werd gebouwd in 1867. Het rad werd geflankeerd door een stenen fabrieksgebouw en een lager gebouw, dat deels van hout was. Het gebouw bestond uit een korenmolen en een oliemolen, waarin respectievelijk rogge werd gemalen en koolzaad werd geperst. Het Rijksmonument werd in 1956 op illegale wijze gesloopt in het kader van de verlegging van de Dommel ten behoeve van de bouw van de Technische Universiteit Eindhoven. De verantwoordelijken hiervoor zijn nimmer vervolgd. Op de plaats van deze molen bevindt zich nu het Auditorium van de Technische Universiteit. Slechts de naam van een nieuwbouwwijk, Woenselse Watermolen geheten, verwijst nog naar het bestaan van deze molen. De straten in deze buurt zijn naar watermolens genoemd.

## Geschiedenis vanEckart
Eckart was oorspronkelijk een heerlijkheid die een klein gebied besloeg tussen de Dommel en de Dooigraaf of Doode Gracht, een dode Dommelarm die tegenwoordig omgevormd is tot een stel vijvers in de huidige wijken Oude Gracht en Eckart.
Eckart werd voor het eerst vermeld in 1312 onder de naam Eykart. Sindsdien is het leen, dat uit een boerengoed bestond, herhaaldelijk in andere handen overgegaan.

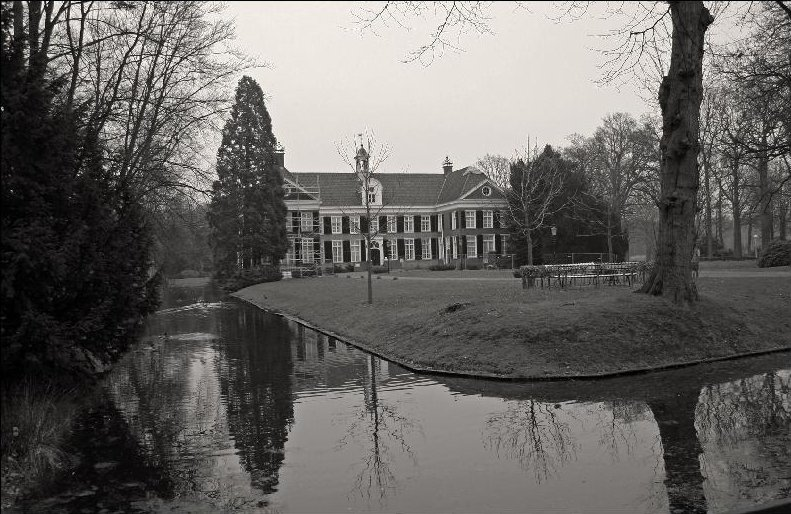
Kasteel Eckart

Het kasteel werd in 1695 gebouwd in opdracht van Jonkheer Carel van Vlierden. Dit kasteel ligt op de plaats van de oorspronkelijke, omgrachte, hoeve. In 1793 wordt de kasteelhoeve tegenover het kasteel gebouwd.
De heerlijkheid Eckart werd in 1810 opgeheven en samengevoegd met Nederwetten tot de gemeente Nederwetten en Eckart. In 1820 werd deze gemeente gesplitst en kwam Eckart bij de nieuwe fusiegemeente Woensel en Eckart die tot 1920 heeft bestaan, al heette de gemeente van 1896 tot 1920 Woensel.
In 1832 kwamen kasteel en landgoed in het bezit van de familie Smits, die ook een Eindhovense burgemeester leverde. In 1906 werd het kasteel grondig verbouwd door de architect Eduard Cuypers, terwijl in 1910 de hoeve werd gerestaureerd.
In 1937 werden kasteel en landgoed verkocht aan de Broeders van de Heilige Norbertus, ook Broeders van Liefde geheten, die de verzorging van mannelijke patiënten met een verstandelijke beperking op zich namen. Het instituut waar dit gebeurde werd 'Sint-Jozefdal' genoemd. In 1949 was er een brand in de hoeve, waarna deze werd verbouwd tot kapel, paviljoen, en herberg. De voorzijde bleef echter intact en is nu een monument.
In 1980 namen de broeders afscheid en werd het instituut voortgezet onder de naam 'Eckartdal'. Deze instelling fuseerde in 2000 met enkele andere zorginstellingen (de stichting Dommelstroom) tot de stichting 'Meare'. In 2008 werd de naam van de stichting gewijzigd in 'Lunetzorg'.
In de toekomst wordt kasteel Eckart in gebruik genomen als hospice. In dit hospice verblijven mensen met en zonder verstandelijke beperking met een levensverwachting van maximaal drie maanden.

## Bezienswaardigheden

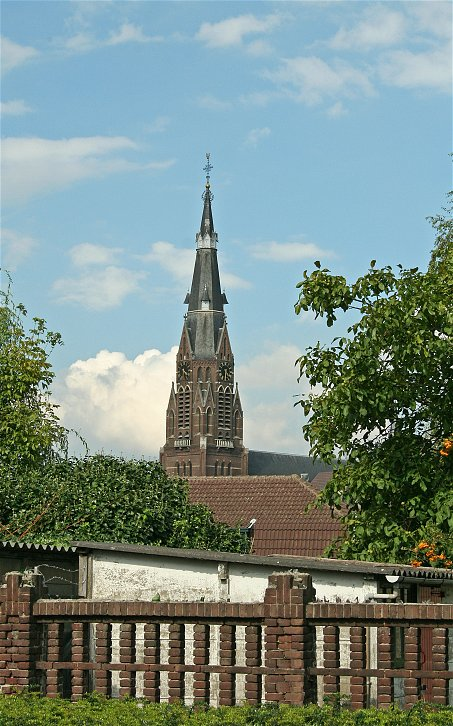
De Sint-Petruskerk, gezien vanuit Hemelrijken

- Oude Toren. Deze bakstenen toren is het enige wat is overgebleven van de middeleeuwse Sint-Petruskerk. De spits is lager dan het zeer hoge originele exemplaar. Het 15e-eeuwse gebouw heeft drie geledingen.
- Sint-Petruskerk. Deze is na de sloop van de oude Sint-Petruskerk in 1815 gebouwd aan de Kloosterdreef. Ze werd ingewijd in 1880. Het is een neogotische kruisbasiliek welke H.J. van Tulder als architect had. Tijdens de bouw stortte de toren in. Pas in 1912 werd een nieuwe toren gebouwd. De architect was Louis Kooken.
- Onze Lieve Vrouw van Lourdeskerk in de buurtschap Vlokhoven uit 1920. De architect was Wolter te Riele. Ze stond vroeger in landelijk gebied, te midden van een straatdorp, doch ze is nu volledig door nieuwbouw ingesloten.
- Herberge Eeckaerde is een 18e-eeuwse herberg die zich te midden van de nieuwbouwwijk Oude Gracht bevindt. Op het eind van de 19e eeuw heette ze 'Herberg 't Zwaantje', en was een pleisterplaats voor vrachtrijders. In 1965 werd ze gerestaureerd en sindsdien wordt het huis gebruikt als restaurant.
- Hoofdkantoor Philips Nederland. Dit opmerkelijke gebouw aan de Boschdijk is gereed gekomen in 1963 op de plaats van een voormalige steenfabriek. Het is een hangend kantoorgebouw van 12 verdiepingen hoog. In 1998 vertrok de top van Philips naar de Breitnertoren in Amsterdam. Het kantoor werd daarna gerenoveerd. Sommige andere gebouwen op dit voormalige Philips complex-V zullen worden gesloopt.
- Airborne-monument. Dit monument herdenkt de bevrijding van Eindhoven door de 101e Luchtlandingsdivisie en het Tweede Britse Leger op 18 september 1944. De bevrijding vond plaats in het kader van de verovering van de weg naar Veghel. Het monument bevindt zich op de kruising van de Airbornelaan en de John F. Kennedylaan.
- Hoofdgebouw van het Psychiatrisch Ziekenhuis De Grote Beek. Dit monumentale gebouw is ontworpen door Jan Vrijman en stamt uit 1918. Het vormt een mengeling van neorenaissance en Um 1800 stijl. Er is een middendeel met een torentje, met twee zijvleugels die elk weer door een wat grotere bouwmassa worden afgesloten.

## Natuur en landschap
Een mooie wandeltocht is het 'Rondje Eckart' door enkele van de onderstaande gebieden. Diverse fietsroutes, zoals de 'Dommeldalroute' doen eveneens de Woenselse natuurgebieden aan.
- Woensel kent enkele parken, zoals het Henri Dunantpark en de plantsoenen bij de Oude Gracht.
- Het Dommeldal ligt ten oosten van Woensel. Het is een afwisselend gebied met onder meer moerasbosjes, en het heeft een rijke flora. Men kan er wandelen en fietsen.
- Het Eckartsebos of Lage Heide is een rijk en afwisselend gebied waarin een gradiënt van droog naar vochtig valt waar te nemen. Men vindt er naaldbos, eikenbos, moerasbos en populierenbos. Dit bos grenst aan het Dommeldal. Er is een wandeling in dit bos uitgezet.
- Landgoed Eckartdal is een inrichting voor mensen met een verstandelijke beperking op het oude landgoed Eckart, waarvan het landhuis en de boerderij nog bestaan. Het is een vrij toegankelijk natuurgebied.
- Bokt is een landelijk gebied ten noordwesten van Woensel. Het sluit aan op het Dommeldal. Het wordt gekenmerkt door kleinschalige akkers en weilanden.

## Bestuurlijke indeling

### Woensel-Noord
Inwonertal Woensel-Noord
Woensel-Noord telde op 1 januari 2023 42.165 inwoners, 28.251 woningen en heeft een oppervlakte van 1864 ha.
Wijken in Woensel-Noord
Het gebied Woensel-Noord is ingedeeld in vier wijken en 21 buurten.
- Wijk – Ontginning
  - Buurt – Driehoeksbos
  - Buurt – Prinsejagt
  - Buurt – Jagershoef
  - Buurt – 't Hool
  - Buurt – Winkelcentrum
  - Buurt – Vlokhoven
- Wijk – Achtse Molen
  - Buurt – Kerkdorp Acht
  - Buurt – Achtse Barrier-Gunterslaer
  - Buurt – Achtse Barrier-Spaaihoef
  - Buurt – Achtse Barrier-Hoeven
- Wijk – Aanschot
  - Buurt – Woenselse Heide
  - Buurt – Tempel
  - Buurt – Blixembosch-Oost
  - Buurt – Blixembosch-West
  - Buurt – Castiliëlaan
- Wijk – Dommelbeemd
  - Buurt – Eckart
  - Buurt – Luytelaer
  - Buurt – Vaartbroek
  - Buurt – Heesterakker
  - Buurt – Esp
  - Buurt – Bokt

### Woensel-Zuid
Inwonertal Woensel-Zuid
Woensel-Zuid telde op 1 januari 2023 64.790 inwoners en 18.608 woningen, en heeft een oppervlakte van 824 ha.
Wijken in Woensel-Zuid
Het gebied Woensel-Zuid wordt ingedeeld in 3 wijken en 16 buurten.
- Wijk – Oud-Woensel
  - Buurt – Limbeek
  - Buurt – Hemelrijken
  - Buurt – Gildebuurt
  - Buurt – Woenselse Watermolen
- Wijk – Erp
  - Buurt – Groenewoud (Woensel-West)
  - Buurt – Kronehoef
  - Buurt – Barrier
  - Buurt – Mensfort
  - Buurt – Rapenland
  - Buurt – Vredeoord
- Wijk – Begijnenbroek
  - Buurt – Generalenbuurt (Rapenland-Oost)
  - Buurt – Oude Toren
  - Buurt – Hondsheuvels
  - Buurt – Oude Gracht-West
  - Buurt – Oude Gracht-Oost
  - Buurt – Eckartdal

### Naamgeving wijken
De namen van wijken en buurten worden in Woensel afgeleid van oude buurtschappen, waterlopen en dergelijke. Waar dit niet mogelijk bleek kreeg de buurt de 'groepsnaam' van de voorkomende straten. Zo heeft de Gildebuurt o.a. een Looierstraat, Weverstraat en een Visserstraat.

## Geboren in Woensel
- Joannes Baptista Swinkels (1810–1875), apostolisch vicaris van Suriname
- A.M. Frenken (1879-1968), priester in 1905 kapelaan te Ewijk, in 1907 te Helmond en was van 1926 tot 1952 pastoor te Gerwen.
- Ad Verdonk (1894–1977), kunstschilder
- Toni Boltini (1920-2003), circusdirecteur
- Frans van Rooij (1963), voetballer
- Fresku (1986), Nederlands rapper, acteur en cabaretier
- Teemong (2004), Nederlandse producer, regisseur en rapper
- Woenzelaar, Nederlands/Marokkaanse rapper

## Nabijgelegen kerkdorpen
Acht, Strijp,Tongelre, Nuenen, Nederwetten en Son.

## Foto's

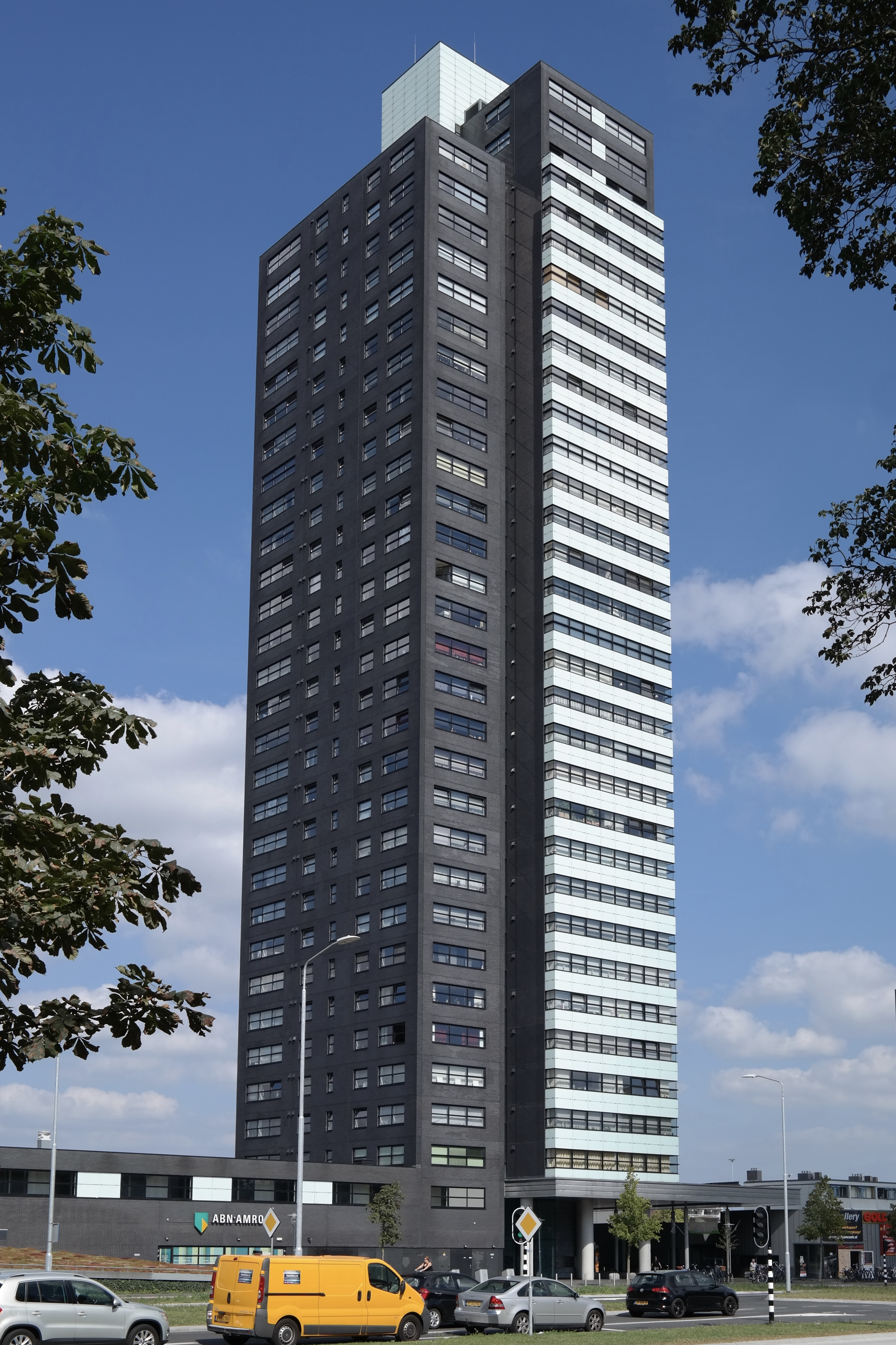
Porthos bij Winkelcentrum Woens XL
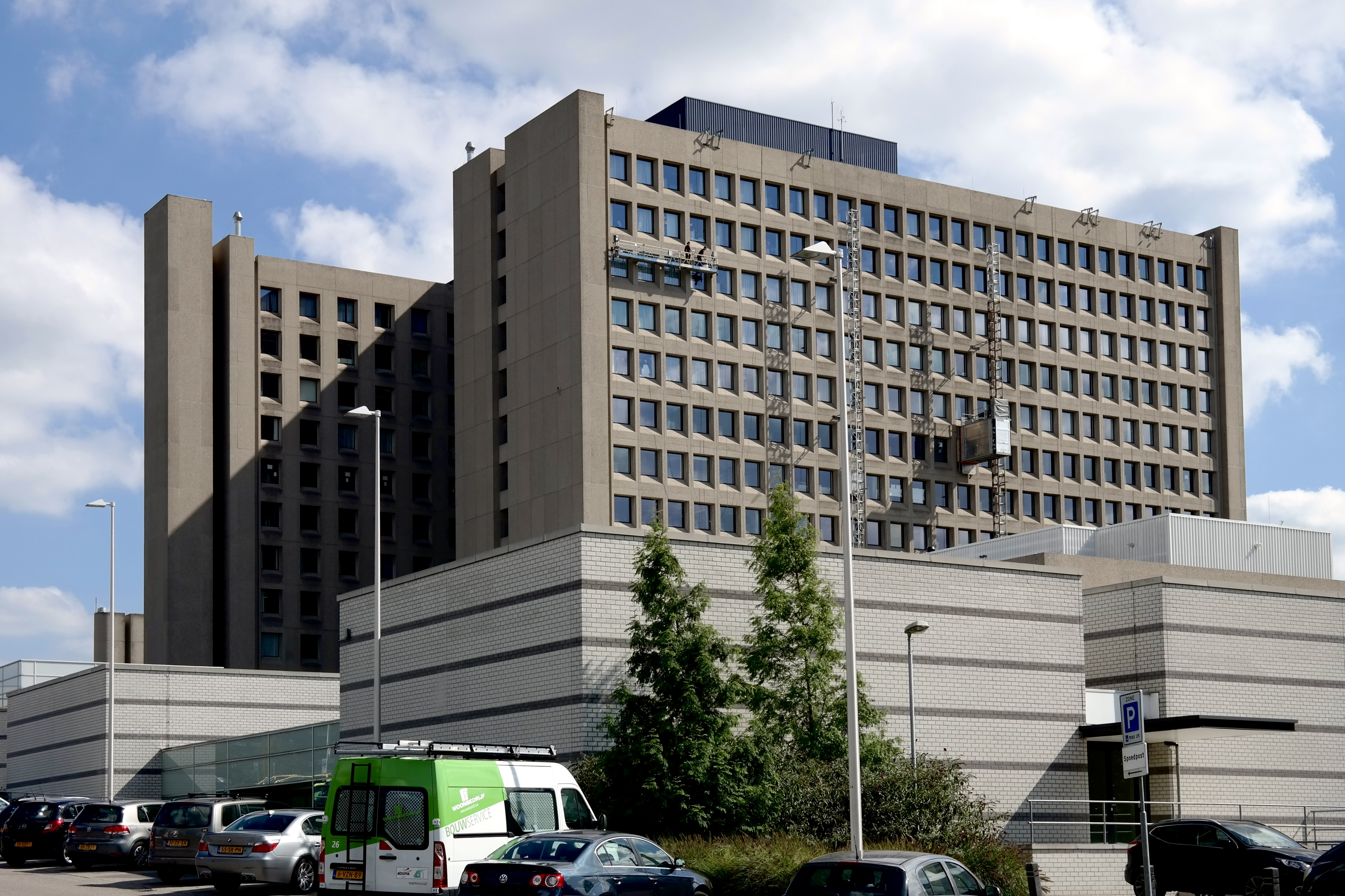
Het Catharina Ziekenhuis Eindhoven staat in Woensel
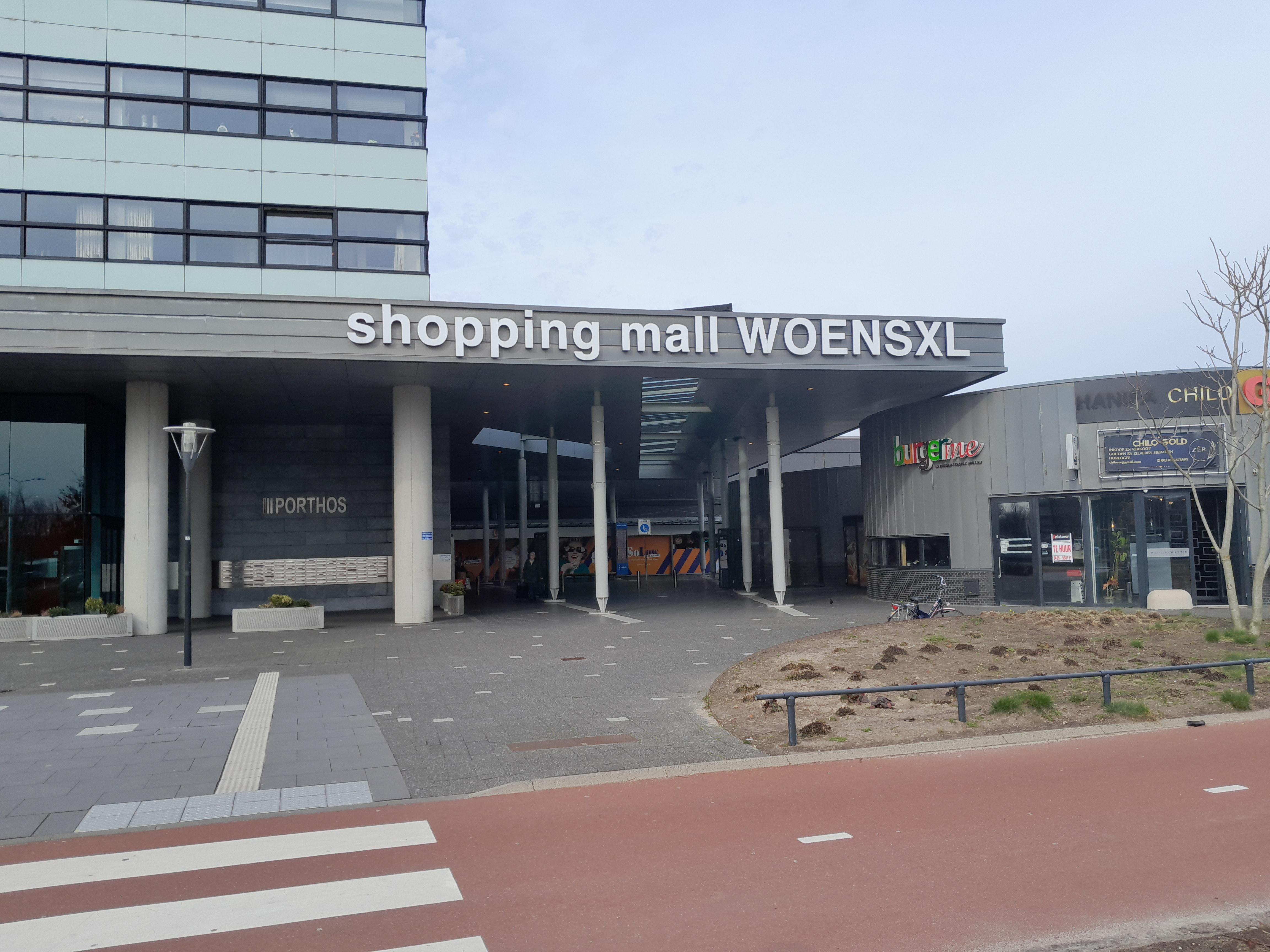
Winkelcentrum Woens XL
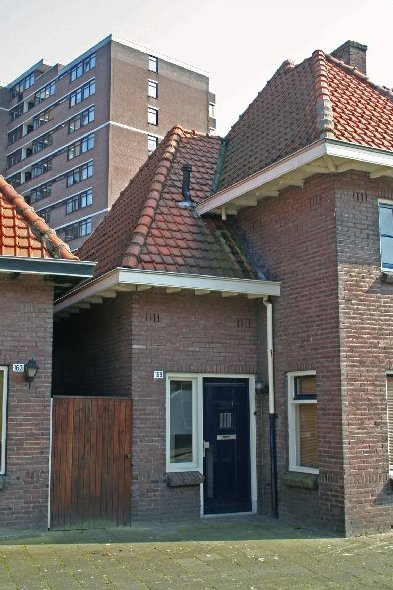
de wijk Oude Toren
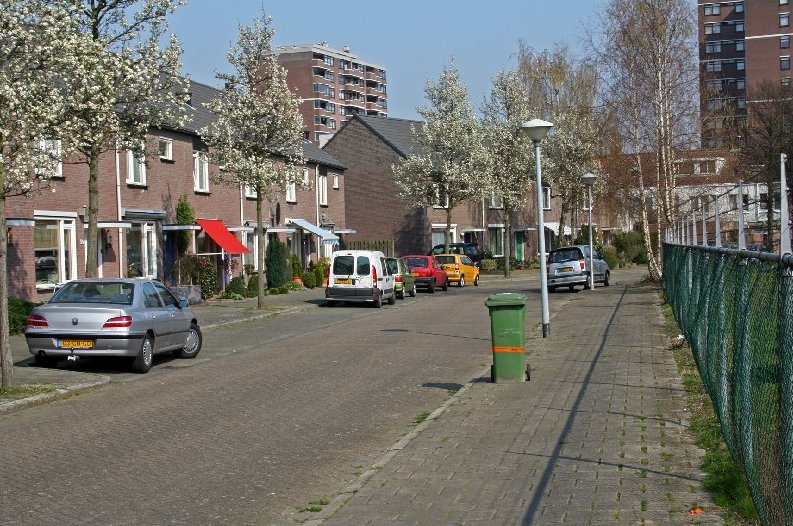
de wijk Oude Toren
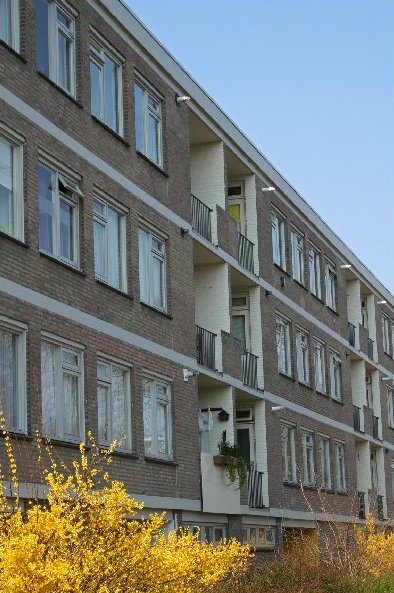
in de Generalenbuurt
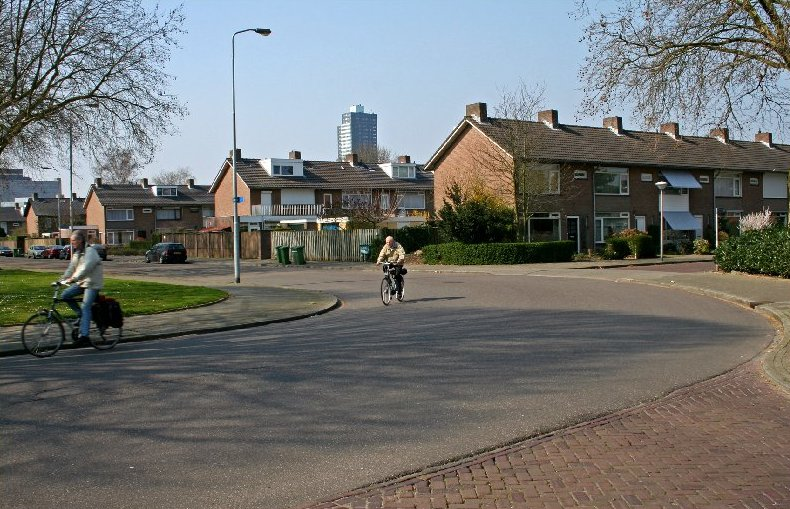
in de Generalenbuurt
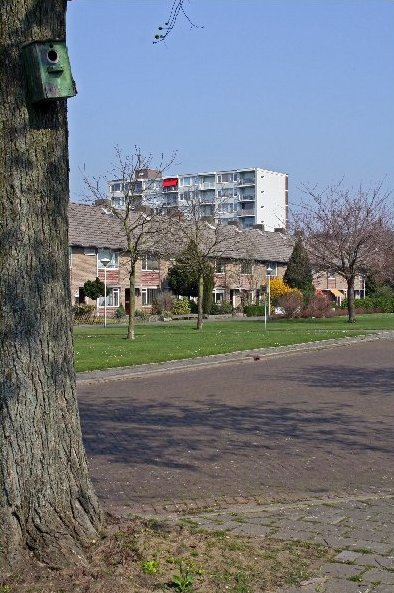
in de Generalenbuurt
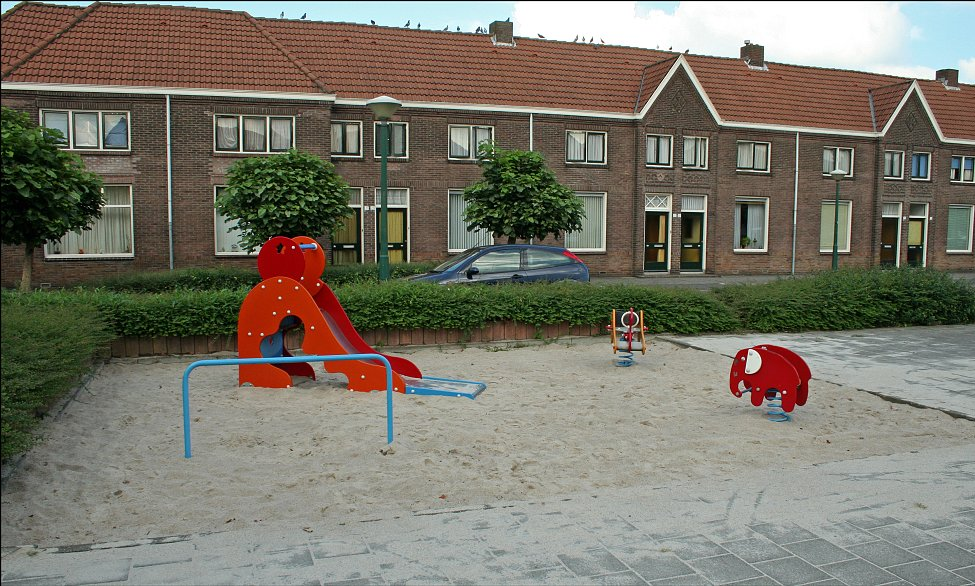
Hemelrijken
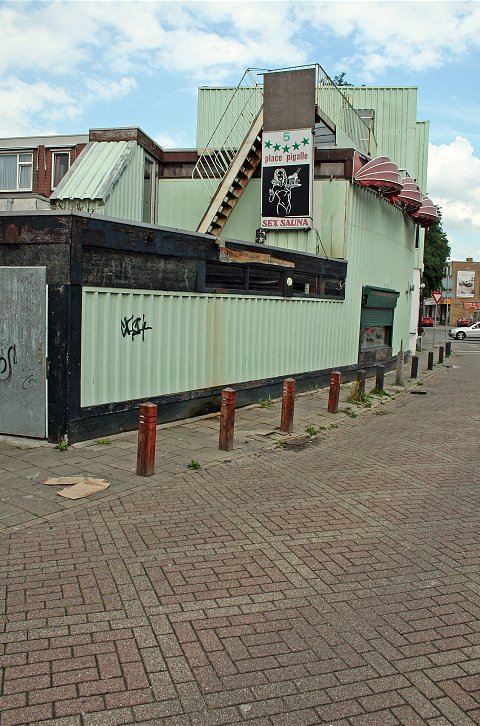
Hemelrijken
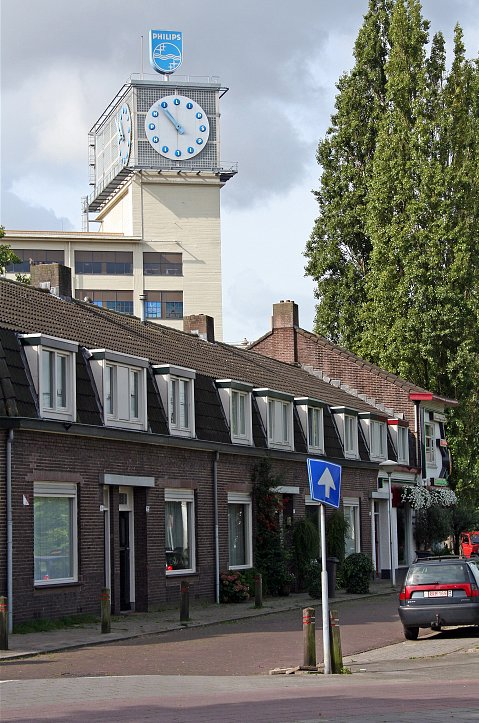
Limbeek
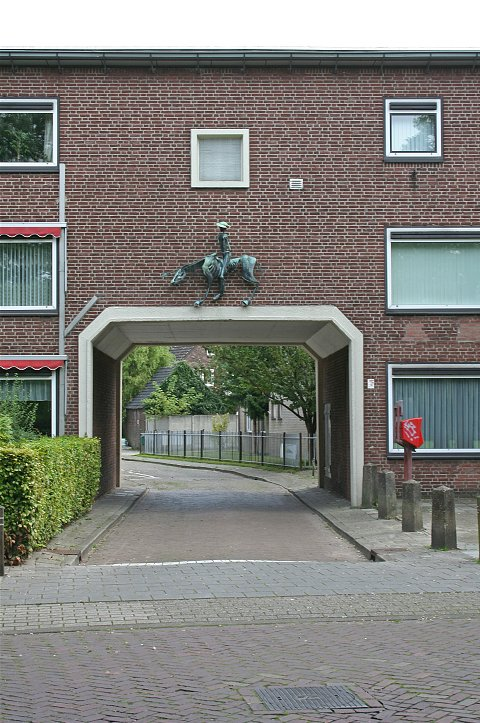
Limbeek
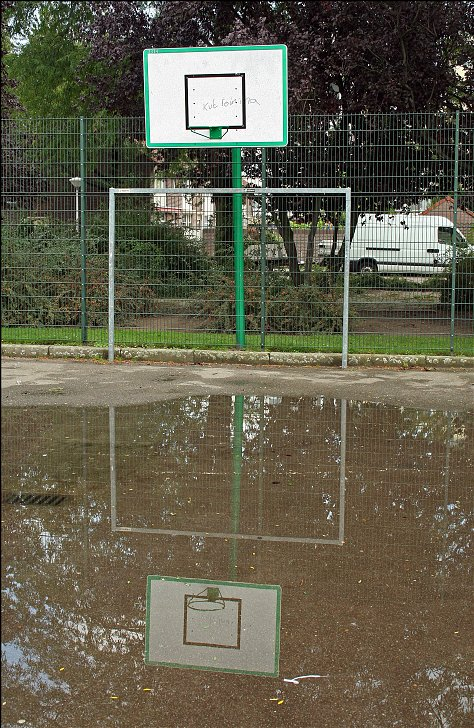
Gildebuurt
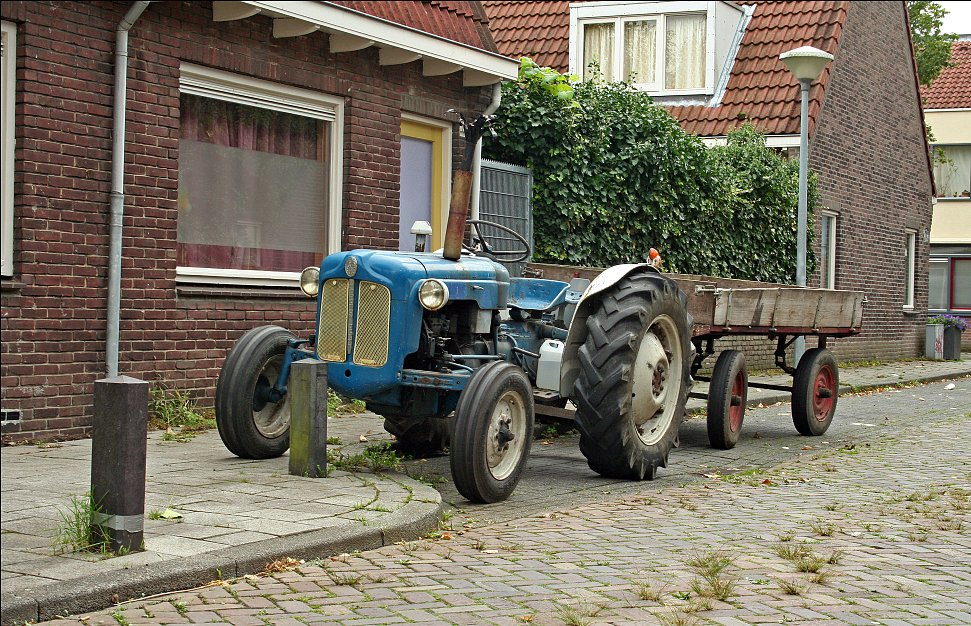
Gildebuurt
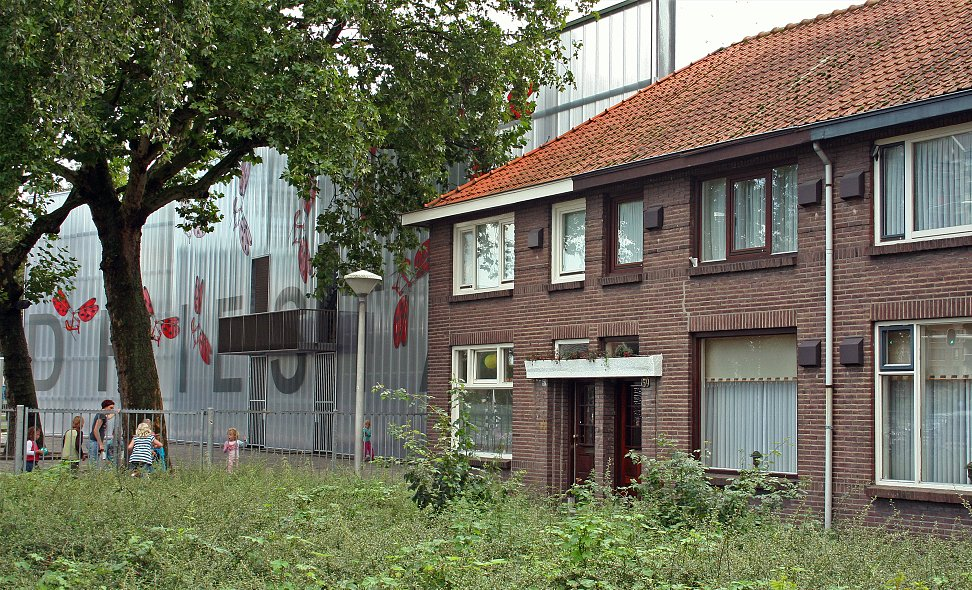
Gildebuurt
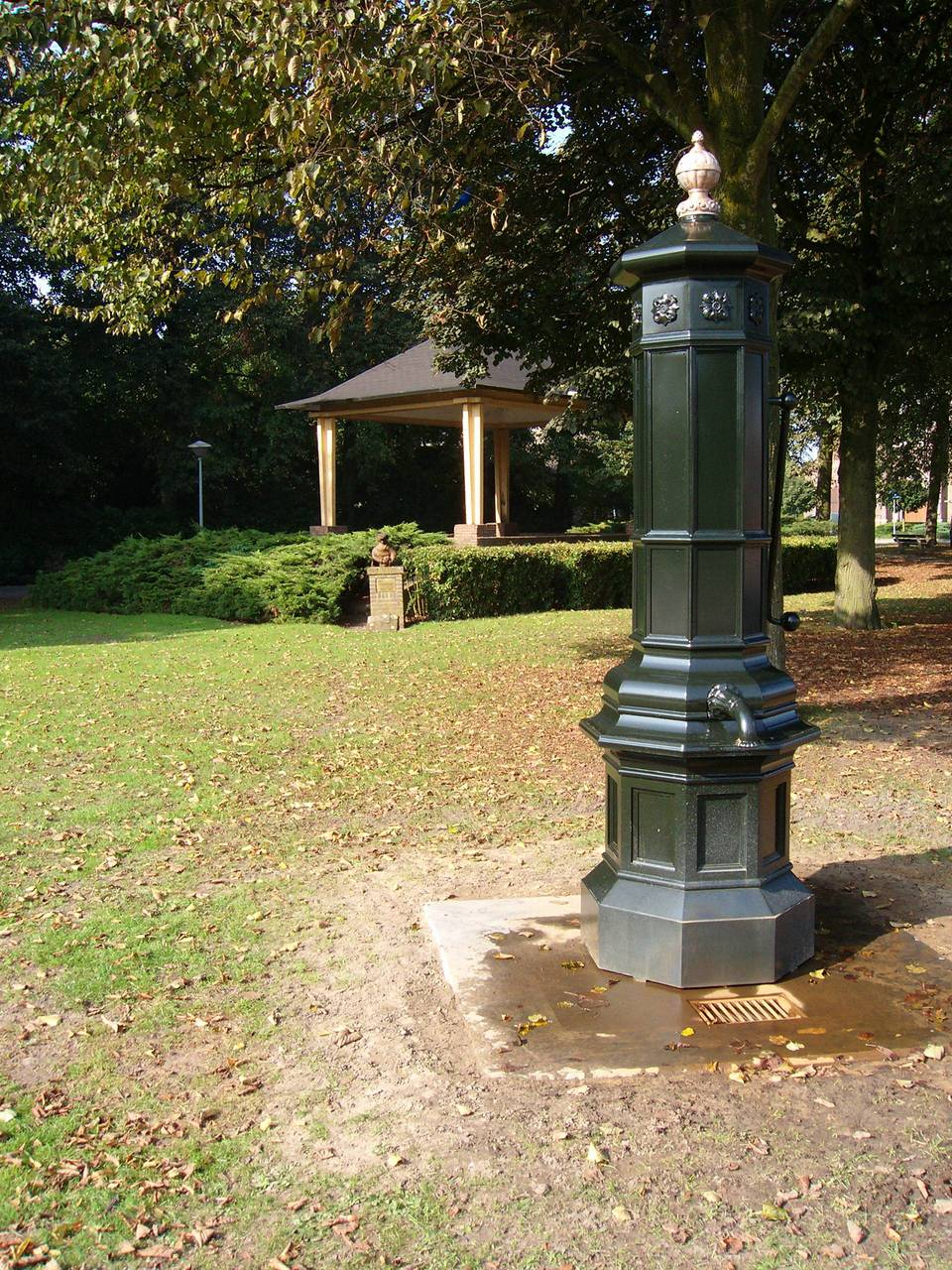
De Dorpspomp in Acht